# Angelo Maria Cicolani
Angelo Maria Cicolani (Poggio Moiano, Rieti, Lácio, 4 de abril de 1958 — Roma, 27 de outubro de 2012), foi um político italiano.